# دإي ساتو
دَإي ساتو (باليابانية: 佐藤 大) (مواليد 16 أغسطس 1971)، هو لاعب كرة قدم ياباني سابق كان يلعب كحارس مرمى.

## وصلات خارجية
- دإي ساتو على موقع رابطة كرة القدم اليابانية للمحترفين (اليابانية)
- دإي ساتو على موقع قاعدة بيانات كرة القدم.إي يو (الإنجليزية)
- دإي ساتو على موقع عالم كرة القدم.نت (الإنجليزية)